# Collegio uninominale Piemonte 1 - 09
Il collegio elettorale uninominale Piemonte 1 - 09 è stato un collegio elettorale uninominale della Repubblica Italiana per l'elezione della Camera dei deputati tra il 2017 ed il 2022.

## Territorio
Come previsto dalla legge elettorale italiana del 2017, il collegio era stato definito tramite decreto legislativo all'interno della circoscrizione Piemonte 1.
Era formato dal territorio di 92 comuni: Almese, Angrogna, Avigliana, Bardonecchia, Bibiana, Bobbio Pellice, Borgone Susa, Bricherasio, Bruzolo, Buriasco, Bussoleno, Buttigliera Alta, Campiglione-Fenile, Cantalupa, Caprie, Caselette, Cavour, Cesana Torinese, Chianocco, Chiomonte, Chiusa di San Michele, Claviere, Coazze, Condove, Cumiana, Exilles, Fenestrelle, Frossasco, Garzigliana, Giaglione, Giaveno, Givoletto, Gravere, Inverso Pinasca, La Cassa, Luserna San Giovanni, Lusernetta, Macello, Massello, Mattie, Meana di Susa, Mompantero, Moncenisio, Novalesa, Osasco, Oulx, Perosa Argentina, Perrero, Pinasca, Pinerolo, Piossasco, Piscina, Pomaretto, Porte, Pragelato, Prali, Pramollo, Prarostino, Reano, Roletto, Rorà, Rosta, Roure, Rubiana, Salbertrand, Salza di Pinerolo, San Didero, San Germano Chisone, San Gillio, San Giorio di Susa, San Pietro Val Lemina, San Secondo di Pinerolo, Sangano, Sant'Ambrogio di Torino, Sant'Antonino di Susa, Sauze di Cesana, Sauze d'Oulx, Sestriere, Susa, Torre Pellice, Trana, Usseaux, Vaie, Val della Torre, Valgioie, Venaus, Villafranca Piemonte, Villar Dora, Villar Focchiardo, Villar Pellice, Villar Perosa e Villarbasse.
Il collegio era quindi interamente compreso nella città metropolitana di Torino.
Il collegio era parte del Collegio plurinominale Piemonte 1 - 02.

## Eletti
| Elezione | Elezione | Deputato        | Gruppo parlamentare |
| -------- | -------- | --------------- | ------------------- |
|          | 2018     | Daniela Ruffino | Forza Italia        |
|          | 2021     | Daniela Ruffino | Coraggio Italia     |
|          | 2022     | Daniela Ruffino | Azione              |

## Dati elettorali

### XVIII legislatura
Come previsto dalla legge elettorale, 232 deputati erano eletti con sistema a maggioranza relativa in altrettanti collegi uninominali a turno unico.
| Candidati              | Candidati                 | Voti    | %     | Liste                    | Voti    | %     |
| ---------------------- | ------------------------- | ------- | ----- | ------------------------ | ------- | ----- |
|                        | Daniela Ruffino ✔️ Eletto | 61 168  | 37,54 | Lega                     | 32 781  | 20,12 |
| Forza Italia           | Daniela Ruffino ✔️ Eletto | 61 168  | 37,54 | 21 714                   | 13,33   |       |
| Fratelli d'Italia      | Daniela Ruffino ✔️ Eletto | 61 168  | 37,54 | 5 741                    | 3,52    |       |
| Noi con l'Italia - UDC | Daniela Ruffino ✔️ Eletto | 61 168  | 37,54 | 932                      | 0,57    |       |
|                        | Franco Trivero            | 51 480  | 31,60 | Movimento 5 Stelle       | 51 480  | 31,60 |
|                        | Magda Angela Zanoni       | 36 786  | 22,58 | Partito Democratico      | 29 471  | 18,09 |
| +Europa                | Magda Angela Zanoni       | 36 786  | 22,58 | 5 977                    | 3,67    |       |
| Italia Europa Insieme  | Magda Angela Zanoni       | 36 786  | 22,58 | 671                      | 0,41    |       |
| Civica Popolare        | Magda Angela Zanoni       | 36 786  | 22,58 | 667                      | 0,41    |       |
|                        | Laura Zoggia              | 6 900   | 4,23  | Liberi e Uguali          | 6 900   | 4,23  |
|                        | Franco Milanesi           | 2 940   | 1,80  | Potere al Popolo!        | 2 940   | 1,80  |
|                        | Mario Santaniello         | 1 742   | 1,07  | CasaPound                | 1 742   | 1,07  |
|                        | Angela Di Pasquale        | 1 091   | 0,67  | Il Popolo della Famiglia | 1 091   | 0,67  |
|                        | Claudia Carella           | 824     | 0,51  | Partito Valore Umano     | 824     | 0,51  |
| Totale                 | Totale                    | 162 931 | 100   |                          | 162 931 | 100   |
|                        |                           |         |       |                          |         |       |
| Voti non validi        | Voti non validi           | 6 496   | 3,83  |                          |         |       |
| Votanti                | Votanti                   | 169 427 | 76,66 |                          |         |       |
| Elettori               | Elettori                  | 221 020 |       |                          |         |       |